# Meridià 11 a l'oest
El meridià 11 a l'oest de Greenwich és una línia de longitud que s'estén des del pol Nord travessant l'oceà Àrtic, Europa, l'oceà Atlàntic, Àfrica, l'oceà Antàrtic, i l'Antàrtida fins al pol Sud.
El meridià 11 a l'oest forma un cercle màxim amb el meridià 169 a l'est. Com tots els altres meridians, la seva longitud correspon a una semicircumferència terrestre, uns 20.003,932 km. Al nivell de l'Equador, és a una distància del meridià de Greenwich de 1.225 km.

## De Pol a Pol
Començant en el pol Nord i dirigint-se cap al pol Sud, aquest meridià travessa:
| Coordenades                             | País, territori o mar | Notes                                          |
| --------------------------------------- | --------------------- | ---------------------------------------------- |
| 90° 0′ N, 11° 0′ O / 90.000°N,11.000°O  | Oceà Àrtic            |                                                |
| 82° 15′ N, 11° 0′ O / 82.250°N,11.000°O | Oceà Atlàntic         | Passa a l'est de Nordostrundingen, Groenlàndia |
| 28° 47′ N, 11° 0′ O / 28.783°N,11.000°O | Marroc                |                                                |
| 27° 40′ N, 11° 0′ O / 27.667°N,11.000°O | Sàhara Occidental     | reclamat per Marroc                            |
| 26° 0′ N, 11° 0′ O / 26.000°N,11.000°O  | Mauritània            |                                                |
| 15° 14′ N, 11° 0′ O / 15.233°N,11.000°O | Mali                  |                                                |
| 12° 12′ N, 11° 0′ O / 12.200°N,11.000°O | Guinea                |                                                |
| 9° 45′ N, 11° 0′ O / 9.750°N,11.000°O   | Sierra Leone          |                                                |
| 7° 27′ N, 11° 0′ O / 7.450°N,11.000°O   | Libèria               |                                                |
| 6° 33′ N, 11° 0′ O / 6.550°N,11.000°O   | Oceà Atlàntic         |                                                |
| 60° 0′ S, 11° 0′ O / 60.000°S,11.000°O  | Oceà Antàrtic         |                                                |
| 71° 1′ S, 11° 0′ O / 71.017°S,11.000°O  | Antàrtida             | Terra de la Reina Maud — reclamada per Noruega |